# John Schwartzman
John Schwartzman (ur. 18 października 1960 w Los Angeles) – amerykański operator filmowy, syn Jacka Schwartzmana i przybrany syn Talii Shire. Znany ze stałej, owocnej współpracy z reżyserem Michealem Bayem.
Schwartzman ukończył w 1985 Szkołę Sztuk Filmowych na Uniwersytecie Południowej Kalifornii.

## Filmografia
- Dracula: Historia nieznana (2014)
- Ratując pana Banksa (2013)
- Poznaj moich rodziców (2004)
- Niepokonany Seabiscuit (2003)
- Debiutant (2002)
- Pearl Harbor (2001)
- Ed TV (1999)
- Armageddon (1998)
- Teoria spisku (1997)
- Twierdza (1996)
- Pożar uczuć (1995)
- Odlotowcy (1994)
- Benny i Joon (1993)